# Colomberone
Colomberone [kolombeˈroːne] (Culumberù [kulumbɛˈɾu] in dialetto bergamasco) è una località del comune di Mozzanica. Prende il nome dall'omonima cascina ed è posta a 96 m s.l.m. a sud di Mozzanica.
Si trova sulla Strada statale 591 Cremasca, affiancata dalla roggia Alchina che prosegue in direzione di Crema.

## Storia
Tale insediamento rurale nacque nel XVII secolo per volere dei Candiani, feudatari del luogo. Lo sviluppo tuttavia è avvenuto durante il XVIII secolo quando fu edificata, nel 1708, la Chiesa della Madonna della Neve. La zona doveva tuttavia essere già abitata in passato, come testimoniano i reperti archeologici qui rinvenuti.

## Monumenti e luoghi d'interesse

### Architetture civili

#### Cascina Colomberone
La cascina Colomberone, pur essendo di dimensioni ridotte è di notevole interesse paesaggistico ed etnografico. È costituita da un insieme di molteplici unità insediative affiancate da granai e stalle.